# King George County
King George County är ett administrativt område i delstaten Virginia, USA, med 23 584 invånare. Den administrativa huvudorten (county seat) är King George. 

## Geografi
Enligt United States Census Bureau har countyt en total area på 486 km². 466 km² av den arean är land och 20 km² är vatten.      

### Angränsande countyn
- Charles County, Maryland - nord
- Caroline County och Essex County - syd
- Westmoreland County - öst
- Stafford County - väst